# Seleção Granadina de Futebol
A Seleção Granadina de Futebol representa Granada nas competições de futebol da FIFA.
Apesar de nunca ter disputado Copas do Mundo, já disputou 3 edições da Copa Ouro da CONCACAF, em 2009, 2011 e 2021, caindo na primeira fase em todas.
Sua maior vitória foi um 14 a 1 sobre Anguilla, em 1998, enquanto a maior derrota sofrida pelos Spice Boys ocorreu em 2018, quando levou 10 gols de Curaçao.

## Desempenho em Copas do Mundo
- 1930 a 1978: Não se inscreveu
- 1982: Não se classificou
- 1966: Desistiu.
- 1990 a 1994: Não se inscreveu
- 1998 a 2022: Não se classificou

## Desempenho na Copa Ouro
- 1991: Não se inscreveu
- 1993 a 2007: Não se classificou
- 2009: Primeira fase
- 2011: Primeira fase
- 2013 a 2019: Não se classificou
- 2021: Primeira fase

## Estatísticas

### Mais jogos
30 de março de 2021
- Negrito: jogadores ainda em atividade.